# Rákóczi téri vásárcsarnok
A Rákóczi téri vásárcsarnok (vagy II. számú vásárcsarnok) egyike a monarchia idején épült nagy budapesti vásárcsarnokoknak. Eredetileg 1897-ben nyitották meg, mai formájában pedig 1991 óta működik. Ez az intézmény volt a névadója a 2012-ben létrehozott új józsefvárosi városrésznek, a Csarnok negyednek.

## Fekvése
A József körút közelében, a Rákóczi téren található.

### Megközelítése
4-es, vagy 6-os villamossal közelíthető meg, valamint a 4-es metró vonalán található Rákóczi tér metróállomástól érhető el.

## Története
A Rákóczi téri vásárcsarnok a másodikként épült fel a nagy budapesti vásárcsarnokok sorában a VIII. kerületben, helyére javaslatot 1890-ben Czigler Győző műegyetemi tanár tett. Építése kezdete 1894-ben, tervezői Rozinay István és Klunzinger Pál voltak. A csarnok 1897-ben nyílt meg a vásárlók előtt, a többi négy pesti vásárcsarnokkal egy napon.
Az átadása utáni időkben a Rákóczi tér felőli főbejáraton lovaskocsival is be lehetett hajtani a csarnokba, így könnyítve meg a lerakodást. A csarnok belsejében 4 és 6 m²-es árudák kerültek kialakításra, összesen 375 állandó és 55 ideiglenes áruda. A pincét raktározásra használták, a sarokpavilonokban pedig áruvizsgáló, rendőr, csarnokfelügyelet, elsősegélyhely és vendéglők kaptak helyet. Felettük bérlakások voltak.
1936-ra olyan alacsonnyá vált a csarnok forgalma, hogy tervbe vették bezárását, illetve annak uszodává való átalakítását, azonban ezek a tervek később nem valósultak meg. 1988. május 6-án éjjel tűz ütött ki a csarnokban, az épület pedig leégett. Tokár György és Hidasi György építészek tervei alapján felújították, majd 1991. július 25-én ismét megnyitották. A kezdetek óta fővárosi tulajdon és a BUDAPEST VÁSÁRCSARNOKAI Piacokat, Üzletközpontokat és Vásárcsarnokokat Üzemeltető Kft. (2021 előtt: Fővárosi Önkormányzat Csarnok és Piac Igazgatósága) kezelésében áll.

## Képtár

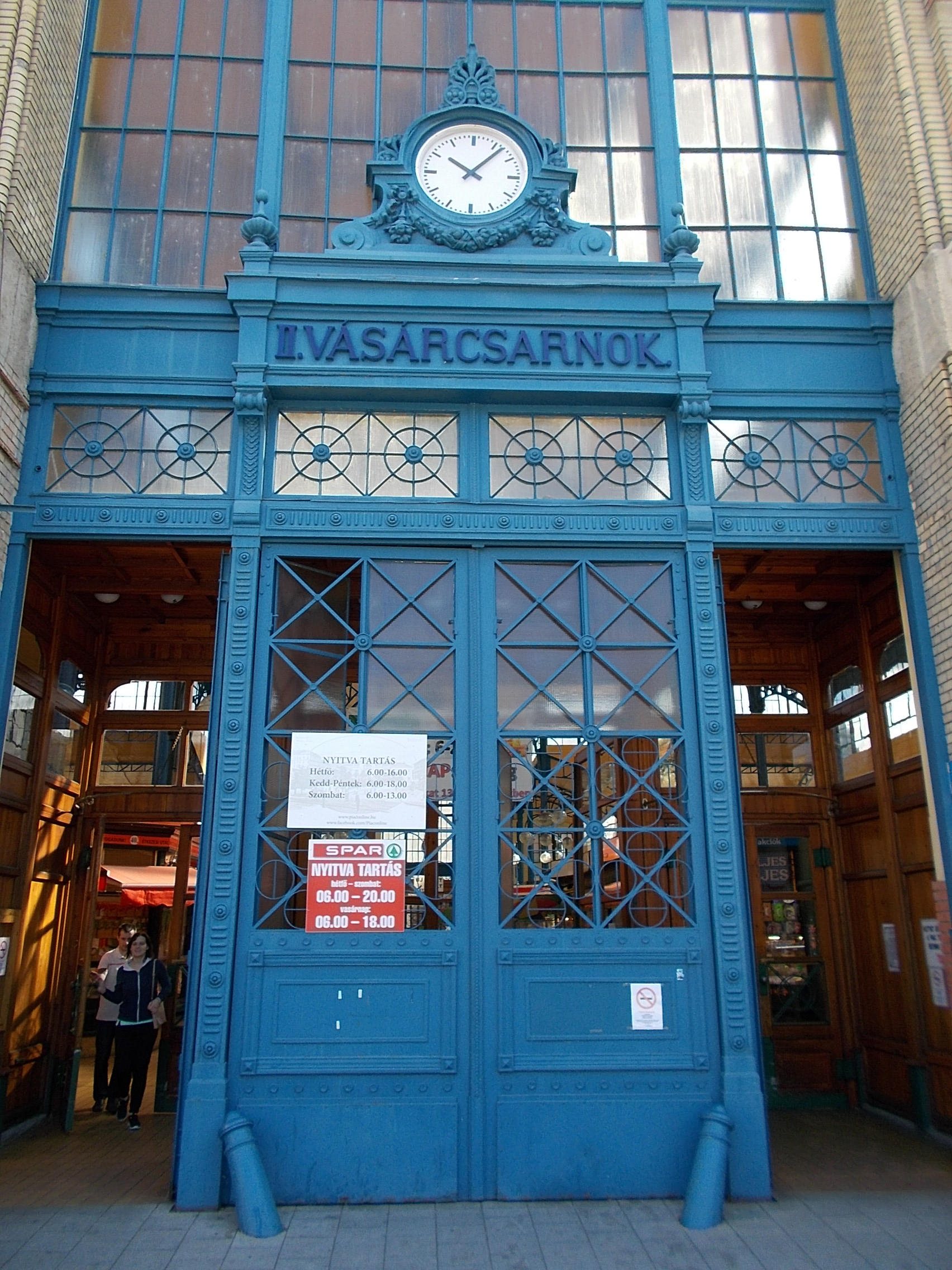
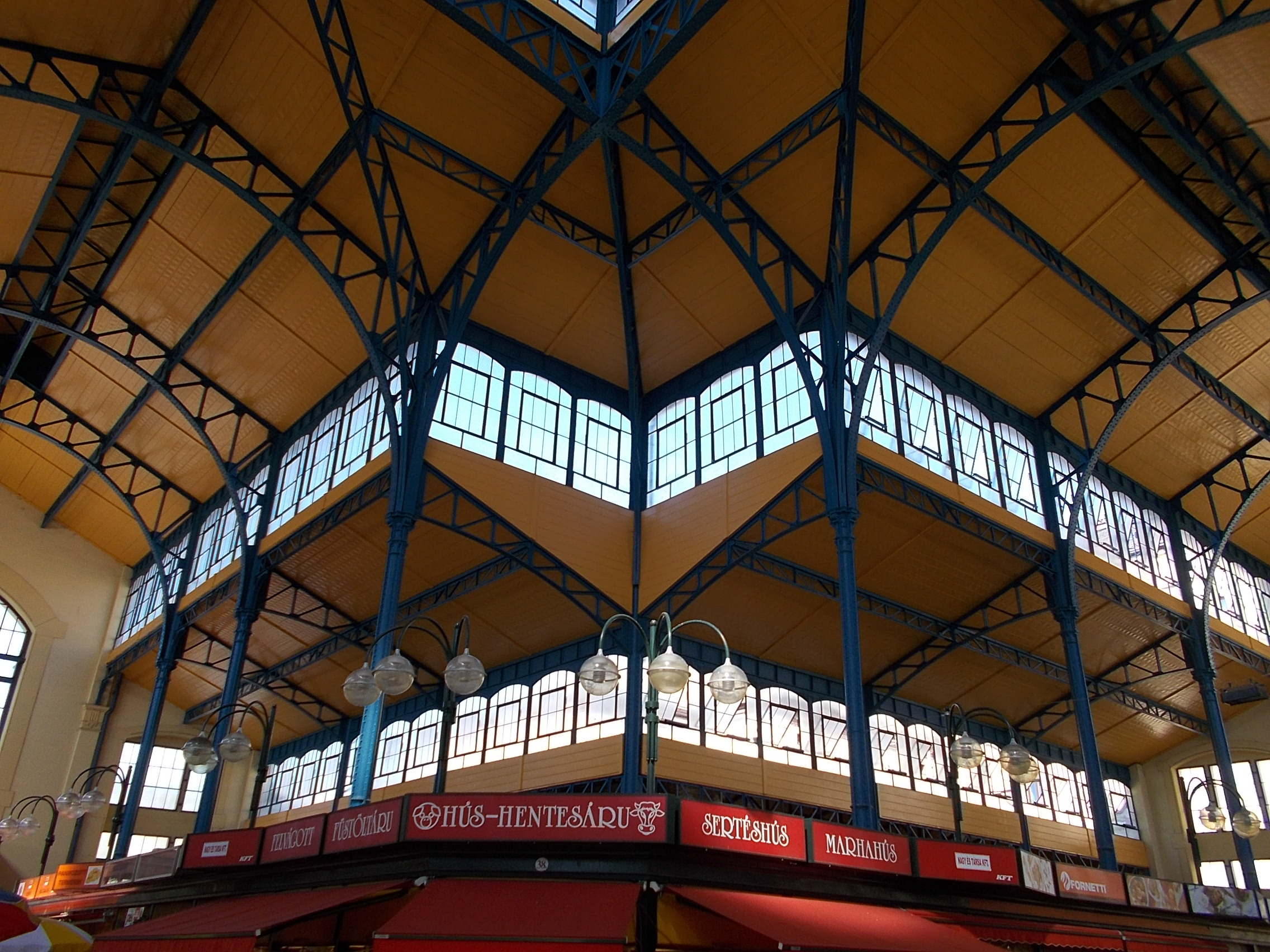
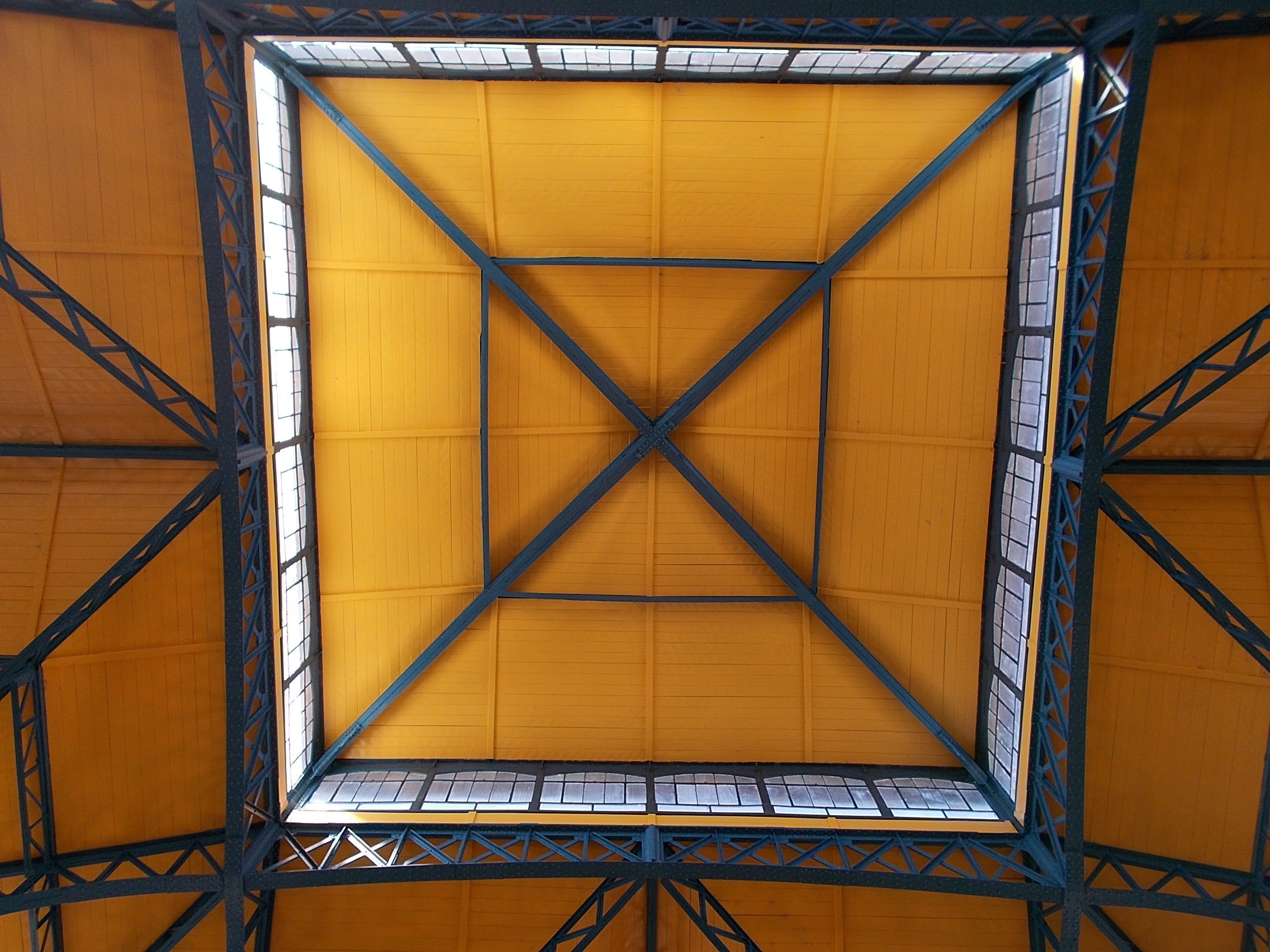
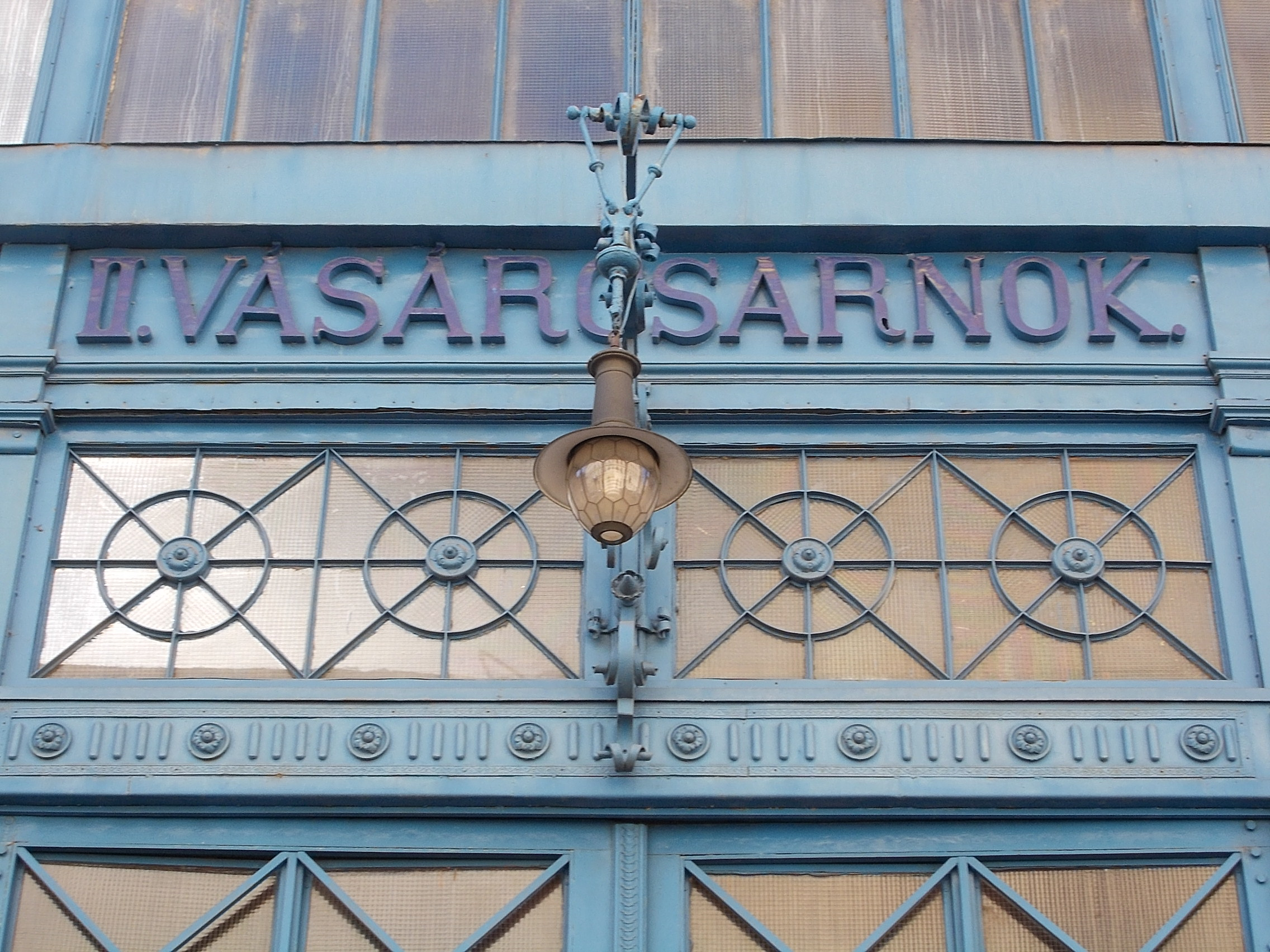
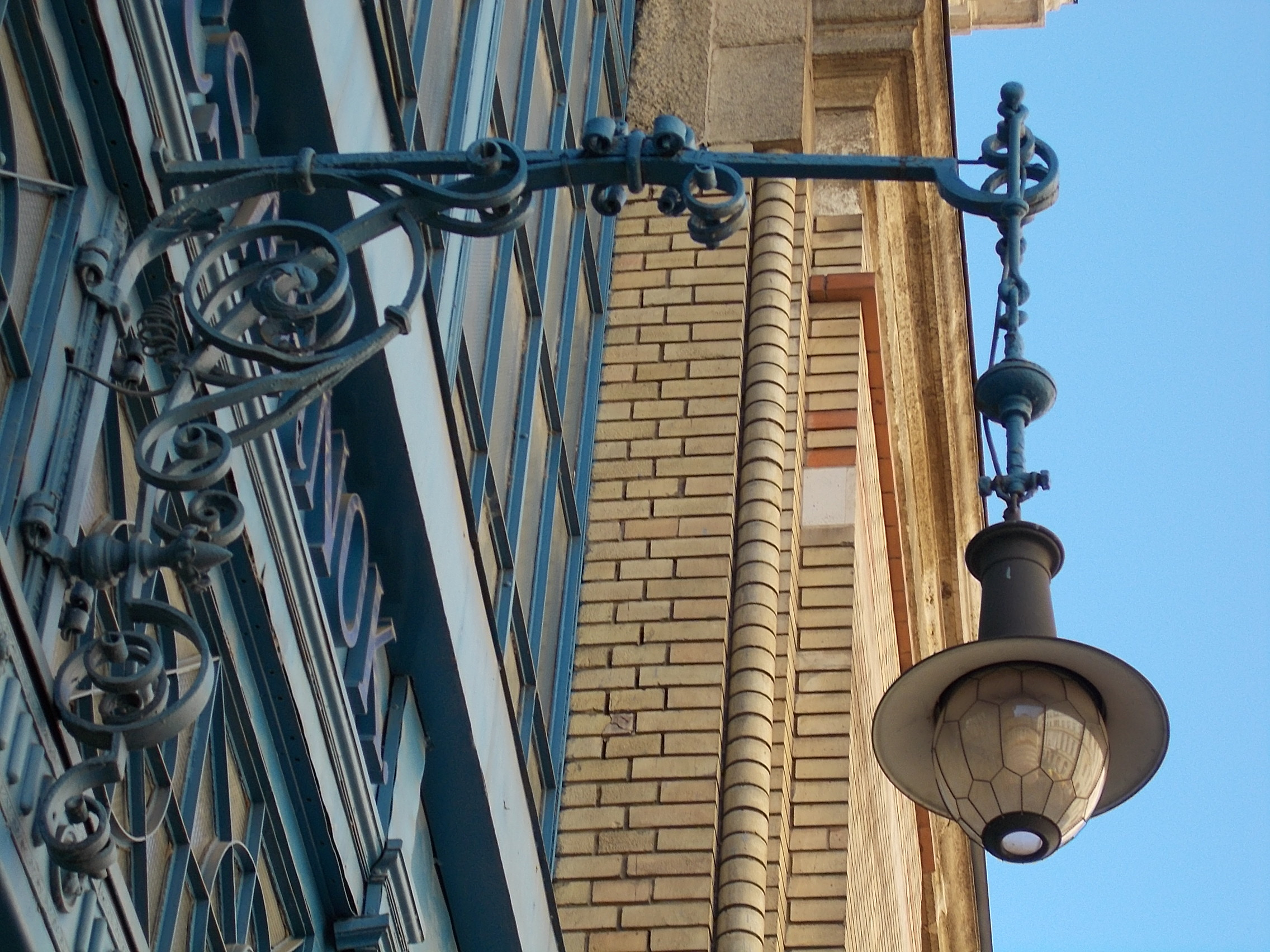
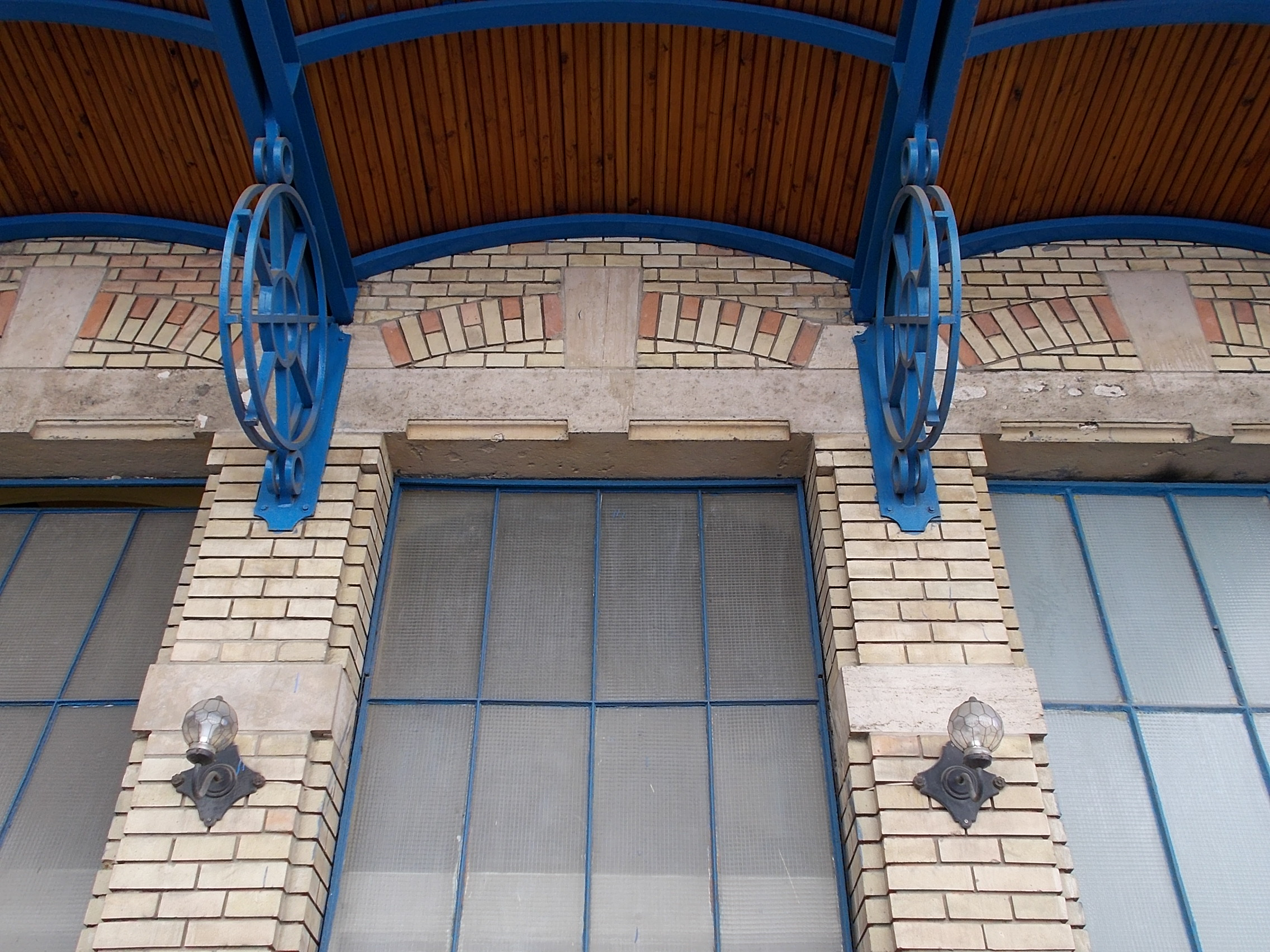
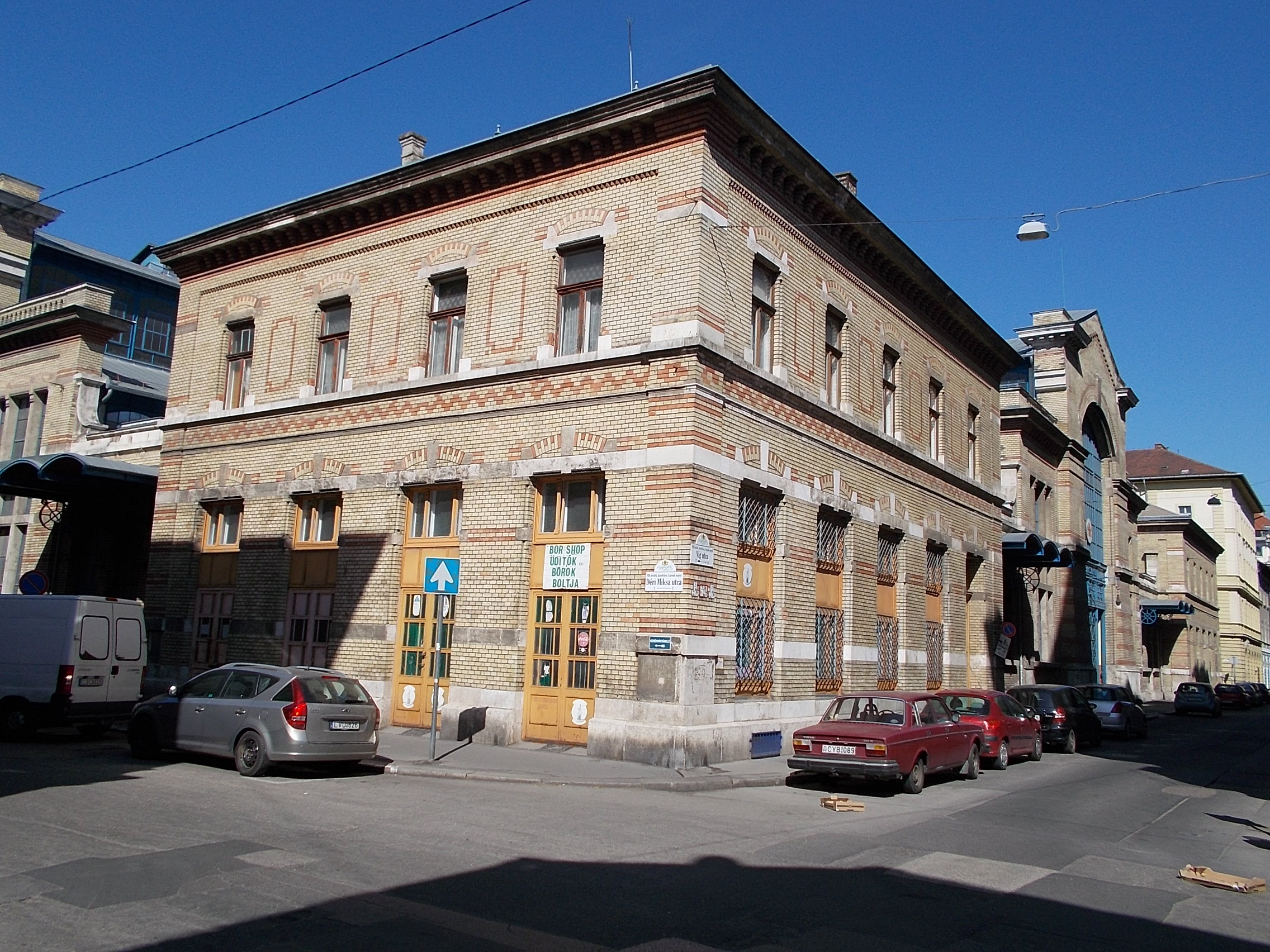
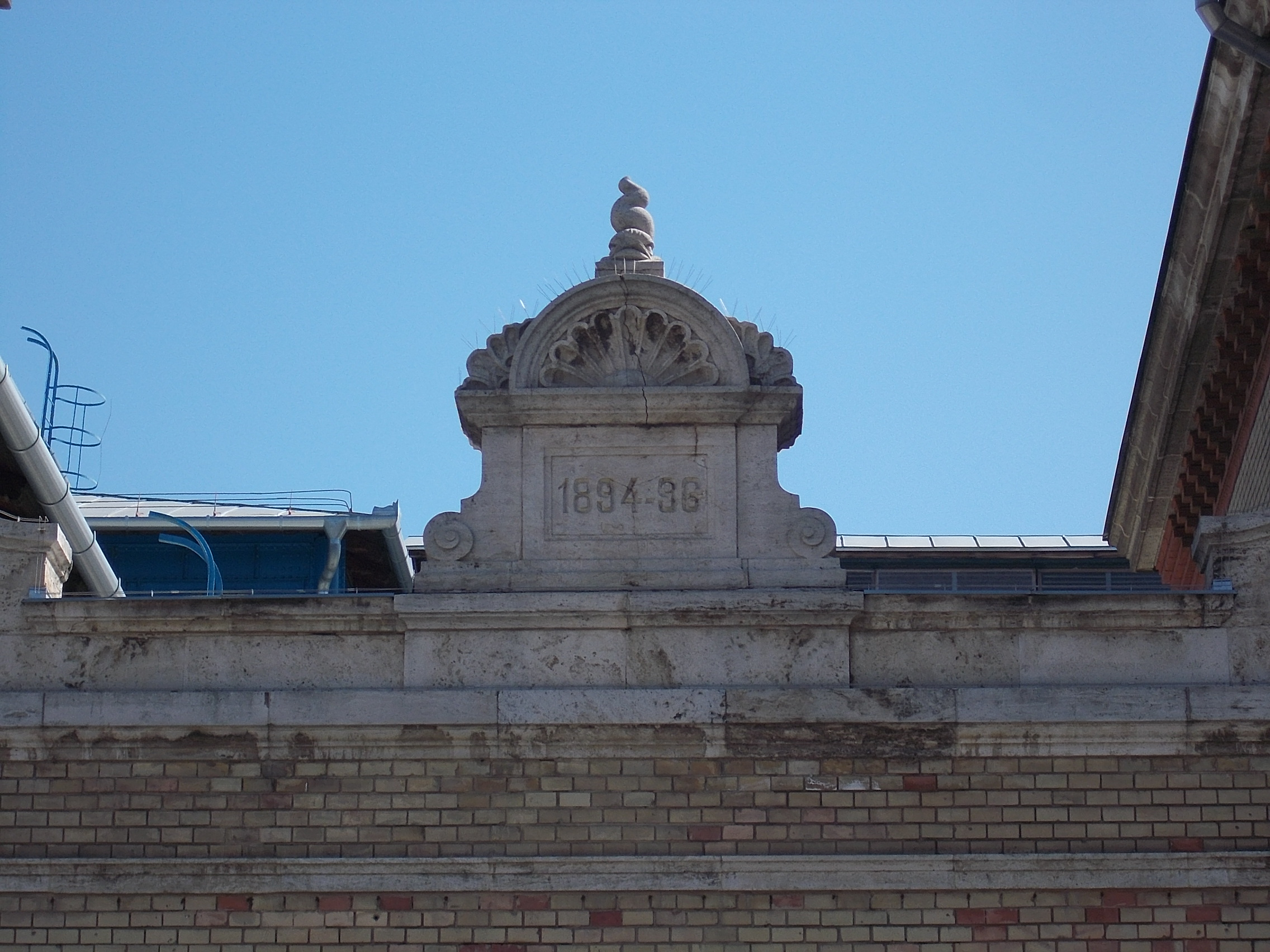

## Egyéb irodalom
- Nagy Gergely: Budapesti vásárcsarnokok a századfordulótól napjainkig, F. Szelényi Ház, Veszprém, 2002, ISBN 963-9439-00-2